# Marija Walerjewna Masina
Marija Walerjewna Masina (russisch Мария Валерьевна Мазина; * 18. April 1964 in Moskau, Russische SFSR) ist eine ehemalige russische Degenfechterin.

## Erfolge
Marija Masina erzielte die meisten ihrer Erfolge auf internationaler Ebene im Mannschaftswettbewerb. Im Einzel gewann sie ihre einzigen Medaillen mit zwei Bronzemedaillen bei den Weltmeisterschaften 1990 in Lyon und 1992 in Havanna. Mit der Mannschaft holte sie 1991 in Budapest ebenfalls Bronze, ehe sie 2001 mit ihr in Nîmes Weltmeisterin wurde. 1999 und 2001 sicherte sich Masina mit der Mannschaft jeweils Silber bei Europameisterschaften. Zweimal nahm sie an Olympischen Spielen teil. 1996 in Atlanta belegte sie im Einzel den 19. Platz, mit der Mannschaft erreichte sie nach Siegen über Japan und Deutschland das Halbfinale, das gegen Frankreich verloren wurde. Im Gefecht um Bronze setzte sich die russische Equipe mit 45:44 gegen Ungarn durch. Bei den Olympischen Spielen 2000 in Sydney schloss sie die Einzelkonkurrenz auf Rang elf ab. Mit der Mannschaft, die neben Masina aus Karina Asnawurjan, Oxana Jermakowa und Tatjana Logunowa bestand, besiegte sie nacheinander Deutschland, Ungarn und im Finale die Schweiz und wurde Olympiasiegerin.
Nach ihrer aktiven Karriere war sie als Trainerin tätig, unter anderem bei der russischen Degennationalmannschaft der Damen.